# Edward Pfeffer
Edward Pfeffer (ur. 25 grudnia 1913 w Zborowie, zm. 1 października 1997 w Warszawie) – generał brygady Wojska Polskiego.

## Życiorys
Pochodził z rodziny żydowskiej. W 1929 skończył gimnazjum i został prywatnym nauczycielem. W 1936 skończył studia na Wydziale Prawa Uniwersytetu Jana Kazimierza we Lwowie. Wstąpił do OMS „Życie”, a w 1939 został wiceprzewodniczącym Młodzieżowej Organizacji Syjonistycznej Stowarzyszenia Aplikantów. 
Po sowieckiej napaści na Polskę został sekretarzem Związku Zawodowego Prawników we Lwowie, następnie kierował biurem w Truście Tramwajowym. Po czerwcu 1941 ewakuowany do Uzbekistanu, gdzie był rachmistrzem, ślusarzem i magazynierem. 
W czerwcu 1944 wstąpił do armii Berlinga. W marcu 1945 skończył Oficerską Szkołę Artylerii nr 1 w Chełmie ze stopniem podporucznika artylerii. Następnie pełnił służbę w Departamencie Personalnym MON na stanowisku kierownika sekcji, a później szefa wydziału. Od października 1948 zastępca szefa tego departamentu ds. organizacji i planowania, a od grudnia 1948 szef wydziału w Sztabie Generalnym WP. Od lutego 1952 szef zarządu w Głównym Zarządzie Planowania, Uzbrojenia i Techniki Wojskowej, a od marca 1955 szef Zarządu Planowania Materiałowego, Mobilizacyjnego i Bieżącego Sztabu Generalnego WP. W lipcu 1958 awansowany na generała brygady; nominację wręczył mu w Belwederze przewodniczący Rady Państwa Aleksander Zawadzki. W sierpniu 1966 został zastępcą Głównego Inspektora Techniki i Planowania Sztabu Generalnego WP. Od 1 grudnia 1967 sekretarz Rady Naukowej ds. Ekonomiczno-Obronnych MON. W kwietniu 1968 zwolniony z zawodowej służby wojskowej, 2 miesiące później przeniesiony do rezerwy, a na początku 1979 przeniesiony w stan spoczynku. Pochowany na cmentarzu Powązki Wojskowe w Warszawie (kwatera B35-2-8).

## Ordery i odznaczenia
- Order Sztandaru Pracy II klasy (1963)
- Krzyż Oficerski Orderu Odrodzenia Polski (1954)
- Krzyż Kawalerski Orderu Odrodzenia Polski (1945)
- Order Krzyża Grunwaldu III klasy (1946)
- Złoty Krzyż Zasługi (1952)
- Srebrny Krzyż Zasługi (1945)
- Medal 10-lecia Polski Ludowej
- Medal „Za zwycięstwo nad Niemcami w Wielkiej Wojnie Ojczyźnianej 1941–1945” (ZSRR) (1946)
- Srebrny Medal „Siły Zbrojne w Służbie Ojczyzny”
- Brązowy Medal Siły Zbrojne w Służbie Ojczyzny
- Order Czerwonego Sztandaru (ZSRR) (1967)